# 泉山街道 (乌兰察布市)
泉山街道，是中华人民共和国内蒙古自治区乌兰察布市集宁区下辖的一个街道办事处。

## 行政区划
泉山街道下辖以下地区：
虎山西社区、怀远北社区、虎山南社区、青山街社区、白泉山社区、利民社区、乌兰社区和榆树湾社区。

## 交通
- 京包铁路：古营盘站